# La Trinidad
För andra betydelser, se La Trinidad (olika betydelser).

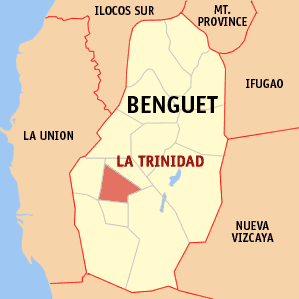
La Trinidads läge i provinsen Benguet.

La Trinidad är en ort på ön Luzon i Filippinerna. Den är administrativ huvudort för provinsen Benguet i Kordiljärernas administrativa region.
La Trinidad räknas officiellt inte som stad utan är en kommun. Kommunen är indelad i 16 smådistrikt, barangayer, varav 6 är klassificerade som landsbygdsdistrikt och 10 som tätortsdistrikt. Hela kommunen har 67 963 invånare (folkräkning 1 maj 2000) varav ungefär 50 000 bor i centralorten.